# Impatiens rubromaculata
Impatiens rubromaculata är en balsaminväxtart. Impatiens rubromaculata ingår i släktet balsaminer, och familjen balsaminväxter.

## Underarter
Arten delas in i följande underarter:
- I. r. grandiflora
- I. r. imagiensis
- I. r. rubromaculata
- I. r. schulziana